# Petula phalarata
Petula phalarata är en fjärilsart som beskrevs av Clarke 1971. Petula phalarata ingår i släktet Petula och familjen äkta malar. Inga underarter finns listade i Catalogue of Life.